# Fuchs (Schiff, 1860)
Die Fuchs war ein Schiff der Jäger-Klasse, einer Klasse von insgesamt fünfzehn Dampfkanonenbooten II. Klasse der Königlich Preußischen Marine, der Marine des Norddeutschen Bundes sowie der Kaiserlichen Marine.

## Bau und Dienstzeit
Die Fuchs wurde im Sommer 1859 bei der Danziger Werft J. W. Klawitter in Auftrag gegeben und lief am 14. Februar 1860 vom Stapel. Die Antriebsanlage des Schiffes wurde von der Berliner Firma Borsig geliefert. Nach der Fertigstellung erfolgten im Herbst 1860 erste Probefahrten sowie die Überführung zum Stützpunkt der Kanonenboote auf dem Dänholm, wobei genaue Daten nicht bekannt sind. Nachdem das Kanonenboot während des Winters nicht in Dienst gehalten wurde, setzte man die Erprobungen ab dem 25. Juni 1861 fort. Anschließend wurde die Fuchs im August und September gemeinsam mit ihren Schwesterschiffen Jäger, Salamander und Scorpion, dem Schoner Hela, den Kanonenbooten I. Klasse Camaeleon und Comet sowie der als Flaggschiff fungierenden Amazone auf einer Reise in die Nordsee eingesetzt, bei der Hamburg und Bremen angelaufen wurden. Am 12. Oktober 1861 wurde die Fuchs außer Dienst gestellt und auf dem Dänholm eingemottet.
Bei Ausbruch des Deutsch-Dänischen Krieges wurde die Fuchs reaktiviert und am 1. März 1864 wieder in Dienst gestellt. Im Juni nahm das Schiff an einer Flottenparade vor König Wilhelm I. teil und ging im Folgemonat in Swinemünde an die Werft, wobei der Schornstein verlängert wurde. Am 18. Oktober wurde die Fuchs wieder außer Dienst gestellt und erneut auf dem Dänholm aufgeslipt.
Erst nach über fünf Jahren brachte der Deutsch-Französische Krieg einen erneuten Einsatz. Die Fuchs wurde am 24. Juli 1870 wieder in Dienst gestellt und gemeinsam mit fünf Schwesterschiffen durch den Eider-Kanal nach Wilhelmshaven verlegt. Dort wurde sie im Vorpostendienst auf der Jade eingesetzt. Dabei erlittene Schäden erzwangen einen Reparaturaufenthalt in Bremerhaven. Nachdem die Fuchs den Winter im Hafenbecken von Wilhelmshaven verbracht hatte, wurde sie 1871 bis zum Kriegsende im Vorpostendienst auf der Elbe eingesetzt, jedoch ohne in Gefechtsberührung mit gegnerischen Schiffen zu geraten. Nach dem Krieg wurde sie zur Beseitigung von Minensperren im Jade-Fahrwasser herangezogen, um anschließend der Marinestation der Nordsee als Tender zu dienen. Von August bis zu ihrer am 8. Dezember 1871 erfolgten Außerdienststellung wurde das Schiff der neu eingerichteten Torpedo-Abteilung zugeteilt.
Die Fuchs wurde 1872 von der Kaiserlichen Werft Wilhelmshaven überholt. Dabei wurde die Takelage bis auf den Großmast, der als Signalmast an Bord blieb, entfernt und das 24-Pfünder-Geschütz gegen eine modernere Ringkanone Kaliber 15 cm L/22 getauscht. Die beiden kleineren Geschütze wurden ausgebaut. Bis zur nächsten, am 1. April 1878 stattgefundenen Indienststellung war jedoch anstelle der Kanone 15 cm eine solche von 8,7 cm L/24 an Bord gekommen. Die Fuchs wurde in den folgenden fünf Jahren periodisch als Artillerie-Schulboot und Tender der Schulschiffe Renown und Mars eingesetzt, wobei sie immer zum 1. April aktiviert, jedoch zu unterschiedlichen Zeiten wieder außer Dienst gestellt wurde. Ihre Bewaffnung wurde dabei 1880 erneut geändert und die 8,7 cm Ringkanone durch eine Revolverkanone Kaliber 3,7 cm ersetzt.

## Verbleib
Nachdem die Fuchs am 27. Juni 1882 letztmals außer Dienst gestellt worden war, wurde sie am 14. November desselben Jahres aus der Liste der Kriegsschiffe gestrichen. Ihr Rumpf wurde einige Jahre in Wilhelmshaven als Minenprahm genutzt und schließlich abgewrackt.
Als Ersatz für die Fuchs wurde offiziell das 1882 gebaute Torpedoboot Flink geführt.

## Kommandanten
| Herbst 1860                      | Leutnant I. Klasse Wachsen                         |
| 25. Juni bis September 1861      | Leutnant I. Klasse Rubarth                         |
| September bis 12. Oktober 1861   | Leutnant II. Klasse Ulrich von Saint-Paul Illiaire |
| März 1864                        | Leutnant I. Klasse Franz von Waldersee             |
| März bis 18. Oktober 1864        | Unterleutnant zur See Lüdecke (in Vertretung)      |
| 24. Juli bis August 1870         | Leutnant zur See Günther von Zitzewitz             |
| August 1870 bis 8. Dezember 1871 | Leutnant zur See Franz Koppen                      |
| 1. April bis 2. Oktober 1878     | unbekannt                                          |
| 1. April bis 27. September 1879  | Leutnant zur See Paul Landfermann                  |
| 1. April bis 28. Juli 1880       | Leutnant zur See Max Goecke                        |
| 1. April bis 27. August 1881     | Leutnant zur See Friedrich Graf von Moltke         |
| 1. April bis 27. Juni 1882       | Leutnant zur See Hans Meyer                        |